# Schamagosch

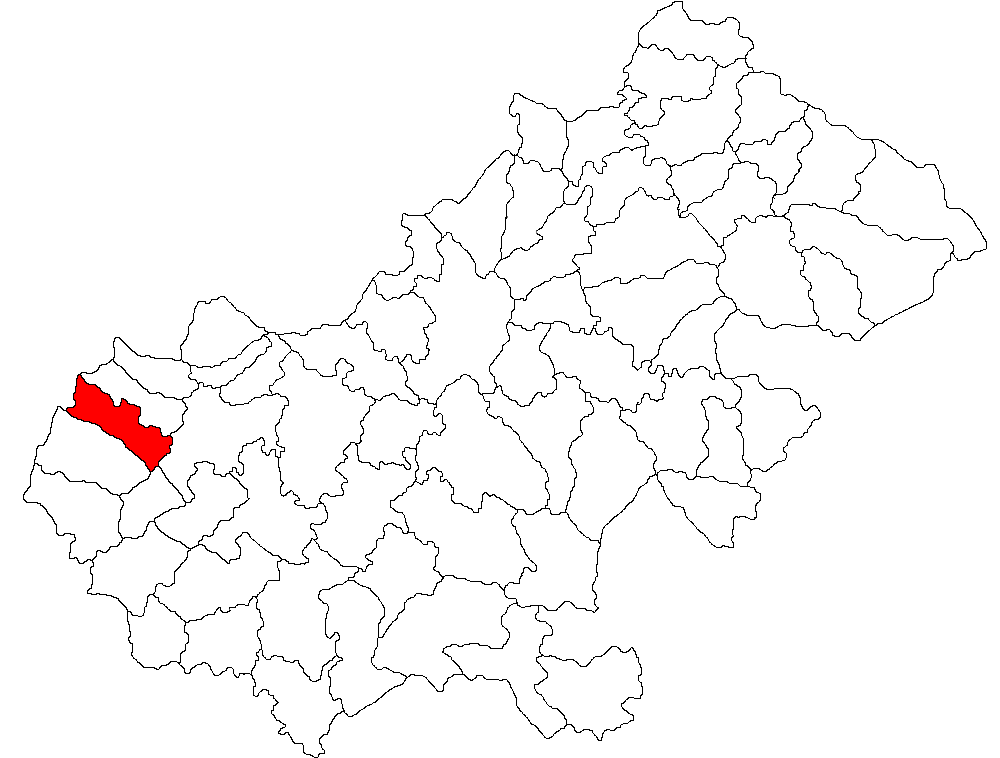
Lage der Gemeinde Schamagosch im Kreis Satu Mare

Schamagosch (rumänisch Ciumești, ungarisch Csomaköz) ist eine Gemeinde im Kreis Satu Mare in der historischen Region Sathmar in Rumänien. Zu der Gemeinde Schamagosch gehören die Dörfer Berea und Viișoara.

## Geographische Lage
Schamagosch liegt im Nordwesten Rumäniens, in 50 km Entfernung von Satu Mare (Sathmar) und 13 km von Carei (Groß-Karol), in der Nähe der Grenze zu Ungarn.

## Geschichte
Im Königreich Ungarn gehörte die heutige Gemeinde dem Stuhlbezirk Nagykároly im Komitat Sathmar, anschließend dem historischen Kreis Sălaj und ab 1950 dem heutigen Kreis Satu Mare an.
Die Gemeinde Schamagosch ist seit 2004 durch Ausgliederung aus der Gemeinde Sanislău (Stanislau) hervorgegangen.

## Bevölkerung
Die Gemeinde hatte 2011 1407 Einwohner, von denen die meisten ethnische Ungarn waren. 258 davon bezeichneten sich als Deutsche, 127 als Rumänen, 67 als Roma.

## Sehenswürdigkeiten
Im Gemeindezentrum die reformierte Kirche aus dem 15. Jahrhundert wurde im neugotischen Stil erneuert und die römisch-katholische Kirche 1856 errichtet, stehen unter Denkmalschutz.

## Archäologie
Auf dem Gebiet der Gemeinde wurde der späteisenzeitliche Helm von Ciumești gefunden, der sich heute im Nationalmuseum in Bukarest befindet. Außerdem wurde auf einer Düne am Ortsrand 1960 ein latènezeitliches Gräberfeld entdeckt, das 1962, 1964 und 1965 unter Leitung von V. Zirra ausgegraben wurde. Es enthielt sieben Körperbestattungen, 21 Grubenbrandgräber und vier Urnenbestattungen, Drei weitere Brandbestattungen gehören in die frühe Eisenzeit. In der Gemarkung Bostănărie/Tökös wurde eine Siedlung mit Grubenhäusern der Periode Latène B2 entdeckt. Ferner sind Funde aus der Mittelsteinzeit bekannt. Auf dem Areal des eingemeindeten Dorfes Berea wurden neolithische Funde gemacht.